# Sturla Sighvatsson
Sturla Sighvatsson (1199-1238) était un chef islandais du clan des Sturlungar qui a joué un rôle actif pendant l'âge des Sturlungar en Islande.

## Biographie
Sturla est le fils de Sighvatur Sturluson (en) et le neveu de Snorri Sturluson et vivait dans une ferme à Sauðafell. Comme son oncle, Sturla est devenu un vassal du roi Haakon IV de Norvège, et a lutté pour étendre son influence en Islande. Sturla a été tué lors de la bataille d'Örlygsstaðir,,.